# Neocoenorrhinus pauxillus
Neocoenorrhinus pauxillus är en skalbaggsart som först beskrevs av Ernst Friedrich Germar 1824.  Neocoenorrhinus pauxillus ingår i släktet Coenorrhinus, och familjen rullvivlar. Enligt den svenska rödlistan är arten otillräckligt studerad i Sverige. Arten förekommer i Götaland. Artens livsmiljö är skogslandskap, jordbrukslandskap.